# ファブリス・ベゴルギ
ファブリス・ベゴルギ（Fabrice Begeorgi, 1987年3月20日 - ）はフランス・マルティーグ出身のサッカー選手。ポジションはフォワード。

## 経歴
オリンピック・マルセイユからレンタル移籍したFCリブルヌ・サン＝スーランでコンスタントな活躍をした。次のレンタル先のアミアンSCで膝を負傷し、満足にプレーできないまま1シーズンを過ごした。
フランスの世代別代表で数試合プレーした経験を持つ。